# استلیوس دمتریوو
استلیوس دمتریوو (یونانی: Στέλιος Δημητρίου؛ زادهٔ ۴ اکتبر ۱۹۹۰) بازیکن فوتبال اهل قبرس است.
از باشگاه‌هایی که در آن بازی کرده‌است می‌توان به باشگاه فوتبال آپولون لیماسول اشاره کرد.
وی همچنین در تیم‌های ملی فوتبال زیر ۲۱ سال قبرس و قبرس بازی کرده‌است.